# 米斯蒂·梅-特雷纳
米斯蒂·梅-特雷纳（英語：Misty May-Treanor，1977年7月30日—），生於加利福尼亚州圣莫尼卡，美国女子沙滩排球运动员。曾参加2000年、2004年、2008年和2012年四届奥运，其中2004年至2012年奥运均获得冠军。